# Eupithecia flavimacula
Eupithecia flavimacula es una especie de polilla de la familia Geometridae. La especie fue descrita por primera vez por Mironov y Galsworthy, habiendo sido descrita en 2007, con distribución en la República de China.
El holotipo de esta especie ha sido descrita en el área recreativo Mengchi, en las afueras de Taoyuan, a una altitud de 1100 metros (3608,9 pies) sobre el nivel del mar.

## Descripción
Es una polilla de color marrón grisáceo y un tinte amarillento. En el área basal del ala anterior se encuentra dos manchas amarillas, una en el extremo costal y la segunda a nivel del margen anal. Cuenta con una envergadura de unos 18 milímetros (0,7 plg). 